# Trawiszka jasnotówka
Trawiszka jasnotówka (Agromyza flavipennis) – gatunek muchówki z podrzędu krótkoczułkich i rodziny miniarkowatych.
Gatunek ten opisany został w 1920 roku przez Friedricha Georga Hendela.
Larwy tych muchówek są beznogie i pozbawione puszki głowowej. Żerują minując liście jasnotowatych. Notowane z jasnoty białej, jasnoty purpurowej, jasnoty plamistej, bluszczyku kurdybanku i gajowca żółtego. Miny są dwustronne, komorowe i początek swój biorą w krótkim i szerokim korytarzu. Są przejrzyste, zasiedlone przez 4 do 8 larw. Czarnej barwy odchody są początkowo drobne, potem gruboziarniste.
Przepoczwarczenie następuje poza miną. Puparium jest ubarwione rudobrązowo lub rudopomarańczowo.
Pasożytuje na niej błonkówka Miscogaster hortensis.
Trawiszka znana jest z Bliskiego Wschodu, Austrii, Bułgarii, Czech, Danii, Estonii, Francji, Holandii, Litwy, Niemiec, Polski, Słowacji, Szwecji i Wielkiej Brytanii.